# Can Pallàs (Sant Julià de Vilatorta)
Can Pallàs és una obra noucentista de Sant Julià de Vilatorta (Osona) protegida com a Bé Cultural d'Interès Local.

## Descripció
L'immoble anomenat can Pallàs consta de dues edificacions independents integrades en un sol conjunt. El conjunt és un edifici d'habitatges de planta irregular amb coberta a dues vessants.
La primera edificació fa cantonada amb el carrer del Centre. És de planta baixa, dues plantes pis i sota teulada. Per la part que dona a l'avinguda de Montserrat la planta baixa es converteix en semisoterrani i la planta primera en un entresòl. L'edifici de l'esquerra es compon de planta baixa i planta pis.
Les façanes de la primera edificació són de carreus de pedra disposats a trencajunts. A la façana principal hi ha un gran portal rodó format per dovelles i brancals de pedra buixardada. A la dovella central hi ha esculpit un escut. Dos bancs de pedra flanquegen el portal, sobre el qual hi ha un balcó suportat per tres cartel·les. La barana és de ferro forjat. A banda i banda de l'eix central format pel portal i el balcó hi ha quatre finestres, dues al primer pis i les altres al segon. Sota teulada hi ha un rengle de cinc finestres d'arc de mig punt geminades, envoltades de dovelles. A ambdós laterals hi ha dos conjunts de dues finestres més amb les mateixes característiques.
La façana que dona al carrer del Centre té un portal amb arc de mig punt i un altre amb llinda horitzontal. El primer pis disposa de dues finestres altes i estretes. Al segon pis hi ha un balconet i una altra finestra amb llinda de reminiscències gòtiques. Sota teulada es repeteix un conjunt de sis finestretes iguals que les de la façana principal. Tot l'edifici té una ràfec amb colls de fusta.

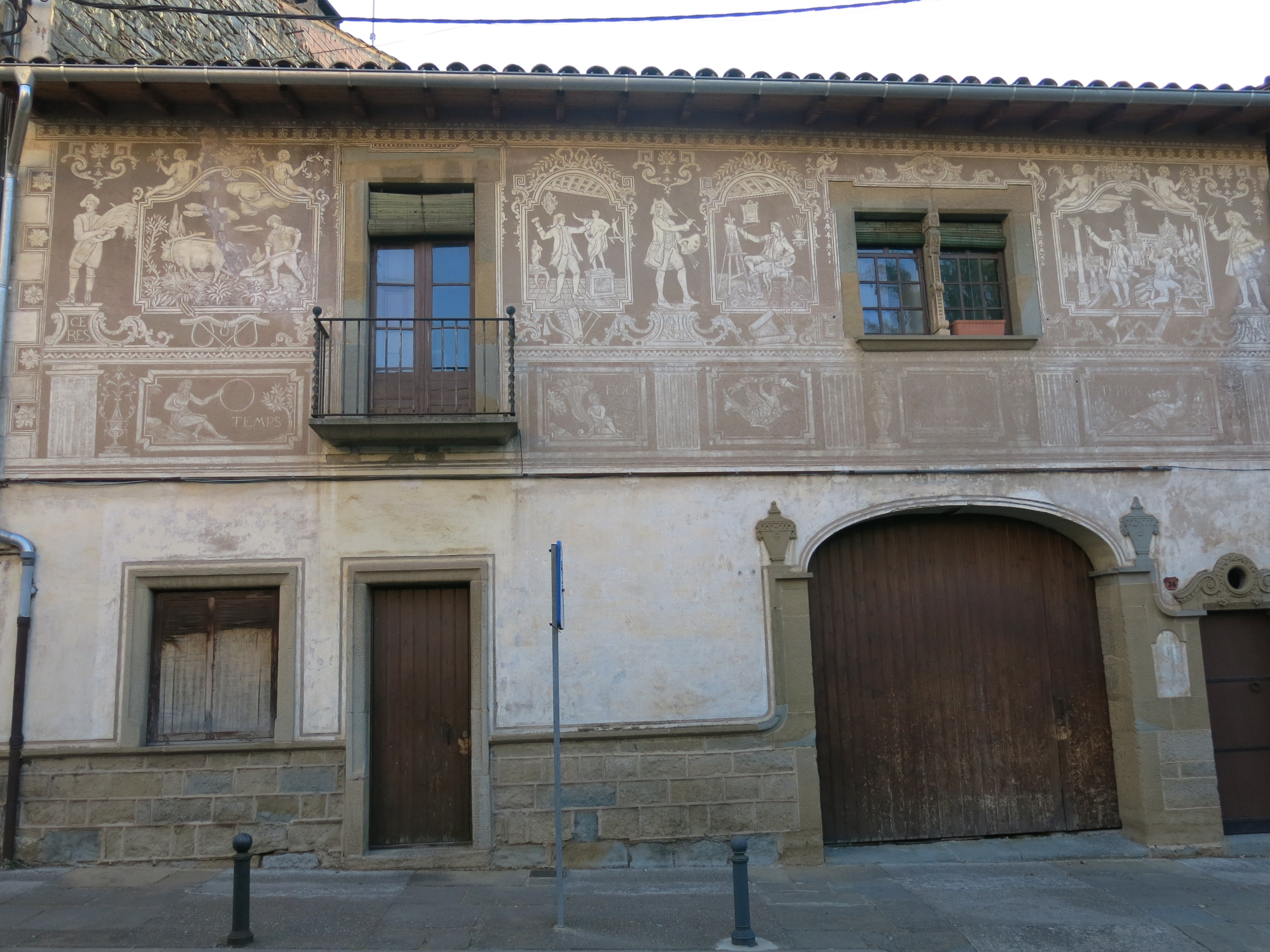
Façana esgrafiada del segon edifici de Can Pallàs, antigament Ca la Viuda

La façana de la segona edificació -antigament ca la Viuda- és d'estructura rectangular i es divideix en dues bandes longitudinals. La banda inferior té un sòcol de pedra de gairebé un metre d'alçada. A aquesta banda hi ha quatre obertures, una d'elles és un gran portal decorat amb brancals de pedra formant columna acabada amb escultures de pedra en baix relleu en forma de gerres. La llinda de pedra de la porta més petita és formada per dos rinxols i un ull de bou. A la vora, tallada a bisell s'hi llegeix la inscripció "Miquel Pallàs 1924" amb grafia pròpia de l'autor. Les altres dues obertures són una porta i una finestra. A la part superior hi ha un balcó i una finestra geminada.
Una part important d'aquest edifici són els esgrafiats. Aquests estan inspirats amb els de la casa Masferrer de Sant Sadurní d'Osormort i alhora fan conjunt amb els esgrafiats del casal Núria. El programa iconogràfic representa el temps i els quatre elements de la natura: foc, aire, aigua i terra.
En la franja superior apareix la representació del treball del camp i la deessa de l'agricultura Ceres. També hi són presents les belles arts: l'escultura, la pintura i l'arquitectura podem veure l'escriptor i arquitecte romà Vitruvi.
Igual que en el casal Núria, a més d'aquests esgrafiats amb representació de símbols i al·legories hi ha ornamentació com ara: infants nus, flors, paneres de fruites, ocells, garlandes i altres elements que mostren l'horror vacui sempre present en l'obra de Miquel Pallàs.

## Història
El primer cos que compon l'edifici va ser construït per Josep Pallàs l'any 1902 i que el seu fill Miquel Pallàs va ampliar i completar. El segon cos (conegut inicialment com a Ca la Viuda), va ser construït per Miquel Pallàs l'any 1924.